# The Bard's Tale
The Bard's Tale je série videoher vytvořených společností Interplay a později firmou inXile Entertainment. Původní název série zněl Tales of the Unknown, používal se určitou dobu pouze u prvního dílu. 
Jednotlivé díly náleží do žánru RPG/dungeon ve fantasy prostředí a s tahovými souboji. Děj se většinou odehrává ve městě Skara Brae a jeho okolí.
První tři díly vyšly v 80. letech 20. století a tvořily trilogii. Čtvrtý díl byl vyvíjen, nakonec se ale stal samostatnou hrou Dragon Wars (1989) zcela mimo sérii kvůli sporům tvůrců s vydavatelem. Na oficiální čtvrtý díl The Bard's Tale IV: Barrows Deep se čekalo dlouhých 30 let. Pauzu vyplnila v roce 2004 hra The Bard's Tale zobrazující děj z ptačí perspektivy ve stylu Diabla a v roce 2017 dungeon The Mage's Tale pro virtuální realitu.

## Hry série
- Tales of the Unknown: The Bard's Tale (1985)
- The Bard's Tale II: The Destiny Knight (1986)
- The Bard's Tale III: Thief of Fate (1988)
- The Bard's Tale Trilogy (1989)
- The Bard's Tale Construction Set (1991)
- The Bard's Tale (2004)
- The Mage's Tale (2017)
- The Bard's Tale IV: Barrows Deep (2018)
- The Bard's Tale Trilogy (2018) – remasterovaná a vylepšená verze původní trilogie